# Bohuslav (Teplá)
Bohuslav (németül Paslas) Teplá településrésze Csehországban a Karlovy Vary-i kerület Chebi járásában. Központi községétől 7 km-re északnyugatra fekszik. A 2001-es népszámlálási adatok szerint 6 lakóháza és 1 lakosa van.

## Népesség
A település népessége az alábbiak szerint alakult:
| Lakosok száma | 157  | 140  | 141  | 113  | 126  | 9    | 4    |      | 1    | 12   |
|               | 1869 | 1890 | 1900 | 1921 | 1930 | 1961 | 1970 | 1991 | 2001 | 2021 |